# José Zorzenón
José Severo Zorzenón (San Benito, Paraná, 8 de noviembre de 1928 - Buenos Aires, Argentina, 31 de agosto de 2018) fue un futbolista argentino que se desempeñaba como mediocampista. Centre half de carácter y juego limpio, andar aplomado, generoso en el pase y solidario en la entrega. De presencia, serio, respetado y que luciera en Tigre y Independiente.

## Historia

### Inicios
Se inició futbolísticamente en las divisiones inferiores del Club Universitario. Su temprana y notoria calidad como eje del equipo, lo catapulta rápidamente al primer equipo cuando apenas tenía 17 años, y a los 18, a integrar la selección de la Liga Paranaense de Fútbol.
En el año 1947, cuando con el seleccionado de su provincia se encontraba participando en Córdoba, fue descubierto por dirigentes de Tigre que deciden adquirirlo en la suma de 40.000 pesos. Importante cantidad por ese entonces, que le permite, al club de Entre Ríos, comprar el predio que posee actualmente (2,5 hectáreas aproximadamente), donde erigiera su sede social e instalara los campos de deporte.
Ya en Tigre, se alojó en un hotel de la costa, junto a otro gran jugador provinciano, Roque Olsen, y comenzó a desempeñarse en el equipo de tercera. Al producirse la huelga de jugadores de 1948 pasa a militar en primera. Corría el año 1953 cuando es transferido a Independiente en canje por otros jugadores, operación que le posibilitaría alternar con las grandes figuras nacionales que poseía el equipo de Avellaneda: Rodolfo Micheli, Carlos Cecconato, Ricardo Bonelli, Ernesto Grillo y Osvaldo Cruz.

### Estudios
Al quedarse en 1957 en libertad de acción firma para Sarmiento de Junín, donde permanece hasta fines de 1958, cuando decide abandonar la actividad. Paralelamente a su actuación como futbolista, Zorzenón supo realizar estudios terciarios, que le permitiera en el año 1953 obtener del Instituto Nacional de Educación Física de San Fernando, el título de profesor y en 1956 el de kinisiólogo expedido por la Universidad de Buenos Aires.

### River y Selección Argentina
No obstante el enorme tiempo que le representara atender su profesión, en 1959 asume la dirección técnica de Los Andes, dejando la base del gran equipo que una temporada después ascendió a la Primera División de Argentina. De 1962 a 1969 tomó a su cargo las divisiones inferiores de River Plate y entre los años 1976 a 1982 fue miembro consultor del equipo técnico de César Luis Menotti, cumpliendo tareas de estadísticas para la Selección Argentina de Fútbol.

## Trayectoria
| Club               | País      | Período   |
| ------------------ | --------- | --------- |
| Tigre              | Argentina | 1948-1953 |
| Independiente      | Argentina | 1953-1957 |
| Sarmiento de Junín | Argentina | 1957-1958 |